# Puccinellia stricta
Puccinellia stricta är en gräsart som först beskrevs av Joseph Dalton Hooker, och fick sitt nu gällande namn av Carl Magnus Blom. Enligt Catalogue of Life ingår Puccinellia stricta i släktet saltgrässläktet och familjen gräs, men enligt Dyntaxa är tillhörigheten istället släktet saltgrässläktet och familjen gräs. Arten förekommer tillfälligt i Sverige, men reproducerar sig inte. Inga underarter finns listade i Catalogue of Life.